# Irena Gabor-Jatczak
Irena Gabor-Jatczak (ur. 8 lutego 1936) – polska dyplomatka, ambasador w Meksyku (1989–1993).

## Życiorys
Ukończyła filologię rosyjską na Uniwersytecie Kijowskim. Od 1957 pracowniczka Ministerstwa Spraw Zagranicznych. Doszła do stanowiska doradcy ministra (1976–1979) i zastępczyni dyrektora Departamentu Prasy i Informacji (1987–1989). Dyrektorka Instytutu Kultury Polskiej w Londynie od 1979 do 1985. Od 13 kwietnia 1989 do 1993 pełniła funkcję ambasador w Meksyku. Członkini Polskiej Zjednoczonej Partii Robotniczej.